# Ally Brooke Hernandez
Allyson Brooke Hernandez, känd professionellt som Ally Brooke (även kallad Ally Brooke Hernandez), född 7 juli 1993 i San Antonio i Texas, är en amerikansk sångerska. Hennes karriär påbörjades år 2012, då hon gjorde audition för den amerikanska versionen av TV-programmet The X Factor, där hon blev eliminerad under själva bootcampmomentet. Hon fick dock chansen att komma tillbaka in i tävlingen genom att hon blev en del av tjejgruppen Fifth Harmony tillsammans med Dinah Jane, Normani, Lauren Jauregui och Camila Cabello. Hon har efter gruppens upplösning år 2018 fått ett skivkontrakt hos Atlantic Records, samt samarbetat med Kris Kross Amsterdam och Messiah på den spanskspråkiga singeln "Vámonos".

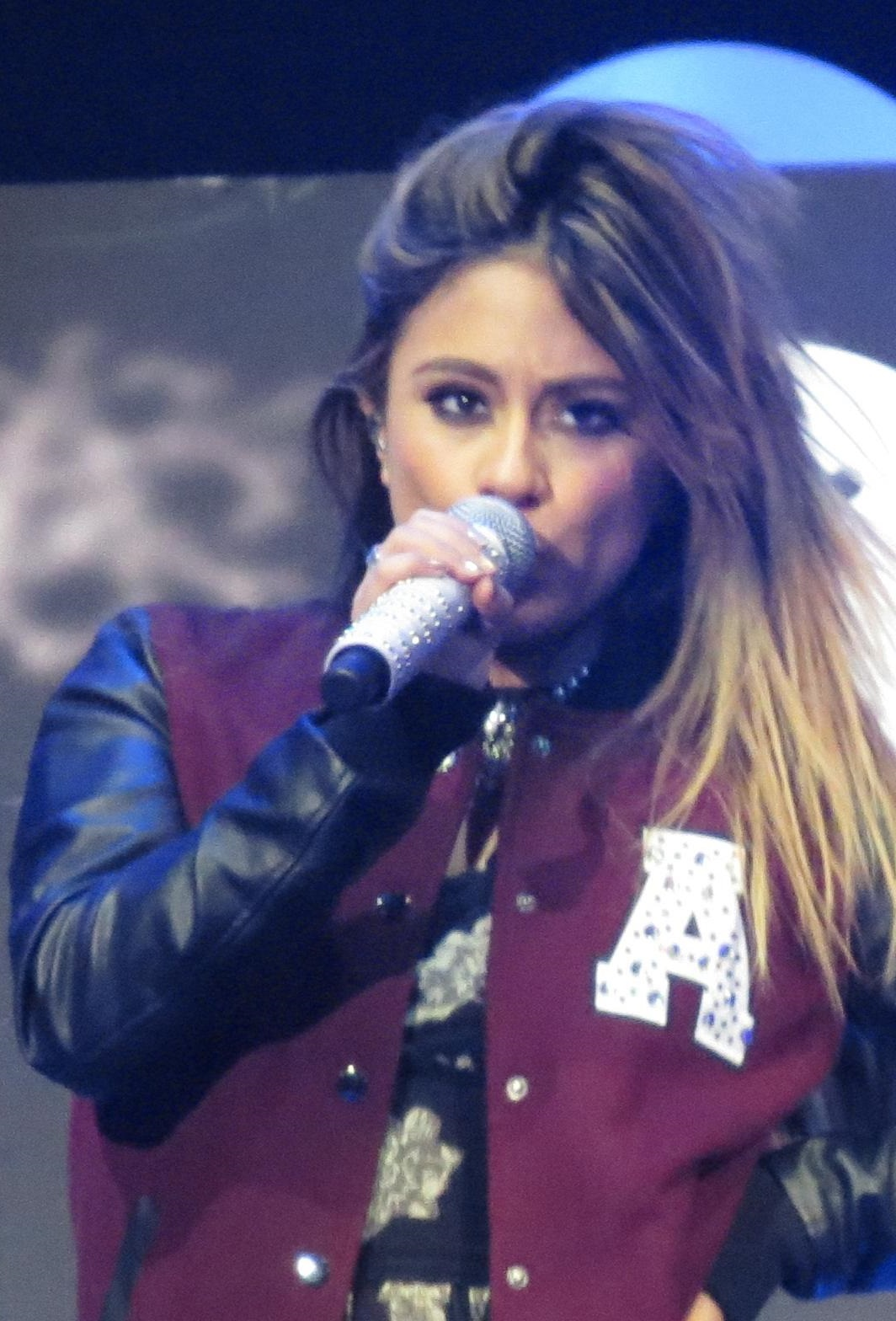
Ally Brooke under ett musikuppträdande i Tampa i Florida den 18 december 2013.

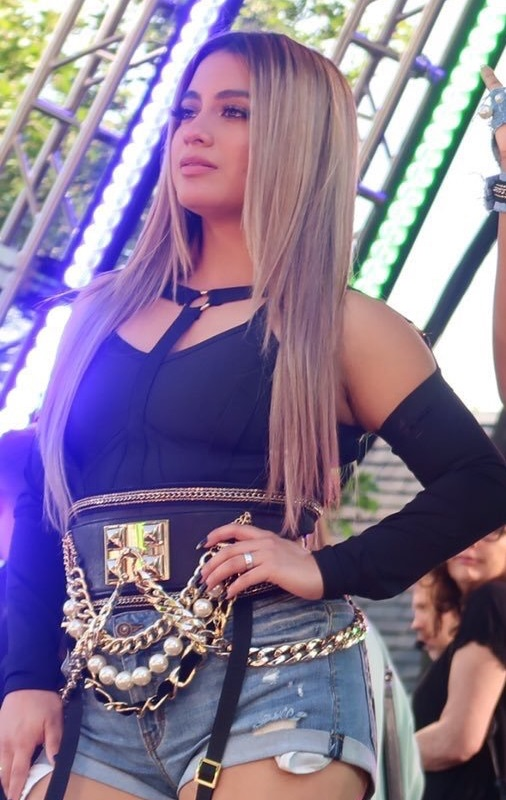
Ally Brooke under ett musikuppträdande med Fifth Harmony på Good Morning America i New York, den 2 juni 2017.

Ally Brooke har angett artisterna Selena, Carrie Underwood, Justin Timberlake och Bruno Mars som sina största influenser, är kristen, och har sagt att hon tänker förbli oskuld fram till dagen hon gifter sig. Hon hade åren 2013 till 2015 ett förhållande med sångaren Troy Ogletree, som även han kommer från San Antonio. Hon hade sedan ett förhållande med Will Bracey, som hon förlovade sig med i december 2023.